# Championnats du monde de tir 1990
Navigation
Édition précédente Édition suivante
Les championnats du monde de tir 1990, quarante-cinquième édition des championnats du monde de tir, ont eu lieu à Moscou, en Union soviétique, en 1990.